# Manfred Wagner (Politiker, 1959)
Manfred Wagner (* 1959 in Naunheim, heute zu Wetzlar) ist ein deutscher Kommunalpolitiker (SPD) und seit dem 27. November 2015 Oberbürgermeister der Stadt Wetzlar.

## Leben
Wagner ist Diplom-Verwaltungswirt (FH). Beruflich war er in der Verwaltung des Lahn-Dill-Kreises tätig und leitete dort zuletzt die Abteilung Personal, Organisation und Technik. Bereits 2003 und 2009 kandidierte er für die SPD als Oberbürgermeister, unterlag aber jeweils Amtsinhaber Wolfram Dette (FDP).
Im Jahr 2011 wurde Wagner Bürgermeister von Wetzlar. Bei der Wahl am 14. Juni 2015 wurde er mit 60,6 Prozent zum Oberbürgermeister gewählt. Die Ernennung Wagners erfolgte am 27. November 2015. Er ist Nachfolger von Wolfram Dette, der nach 18 Jahren als Wetzlarer Oberbürgermeister nicht mehr zur Wahl antrat. Am 28. März 2021 wurde Wagner in einer Stichwahl mit 59,4 Prozent der abgegebenen Stimmen im Amt bestätigt; die Wahlbeteiligung lag bei 31,9 Prozent.

## Missachtung des Bundesverfassungsgerichts
Überregionale Bekanntheit erlangte Manfred Wagner im März 2018, indem er sich einer Anordnung des höchsten deutschen Gerichts widersetzte. Die Nationaldemokratische Partei Deutschlands (NPD) beabsichtigte, eine Wahlkampfveranstaltung in der Wetzlarer Stadthalle durchzuführen, bei der mehrere Bands aus der rechten Szene auftreten sollten. Die Stadt Wetzlar, vertreten durch Manfred Wagner als Oberbürgermeister, versuchte, dies aufgrund von, aus seiner Sicht gerechtfertigten, Sicherheitsbedenken zu verhindern.
Die NPD wählte den Rechtsweg, gewann in allen Instanzen und erreichte schließlich eine einstweilige Anordnung des Bundesverfassungsgerichts, dass ihr die Halle überlassen werden muss. Manfred Wagner ignorierte diese Anordnung des höchsten deutschen Gerichts und hielt die Stadthalle geschlossen. Wagner begründete sein Handeln damit, dass die NPD die Mietbedingungen (Versicherungsschutz und Sanitätsdienst) nicht erfüllt hätte. Das Bundesverfassungsgericht urteilte dementgegen, dass die Stadt diese Gründe „vor den Verwaltungsgerichten entweder nicht rechtzeitig geltend gemacht hat oder die von diesen als unerheblich beurteilt wurden.“
Als Reaktion auf diesen Vorgang informierte das Bundesverfassungsgericht die Kommunalaufsicht und forderte das zuständige Regierungspräsidium Gießen auf, „den Vorfall aufzuklären und notwendige aufsichtsrechtliche Maßnahmen zu ergreifen“. Die Kommunalaufsicht kam nach ihrer Prüfung zu dem Schluss, die Stadt habe die Entscheidung des BVerfG nicht willentlich ignoriert. Die NPD stellte Strafanzeige wegen Nötigung und Untreue gegen Manfred Wagner.